# سول‌کالیبر
سول‌کالیبر (به ژاپنی: ソウルキャリバー シリーズ Sōrukyaribā shirīzu)، عنوان یک فرنچایز بازی رایانه‌ای به سبک مبارزه‌ای بر پایه سلاح است، که توسط شرکت نامکو (و پس از آن باندای نامکو انترتینمنت) ساخته شده‌است. داستان بازی دربارهٔ شمشیری است که پس از سال‌ها خونریزی، کینه و نفرت، روح خود را بدست آورده بود، این شمشیر سول اج نام داشت و شمشیری که در مقابل آن قرار داشت سول کالیبر بود. به‌طور کلی در این سری هفت قسمت اصلی بازی ویدئویی و مشتقات رسانه‌ای مختلف، شامل آلبوم‌های موسیقی و مجموعه کتاب‌های مانگا وجود دارد. اولین نسخه از این سری سول اج (یا سول بلید در کشورهای دیگر) در دسامبر ۱۹۹۵ به عنوان یک بازی آرکید منتشر شد، و بعدها به کنسول‌های بازی ویدئویی انتقال نرم‌افزاری یافت؛ موفقیت گسترده اولین دنبالهٔ آن تحت نام سول‌کالیبر در سال ۱۹۹۸، منجر به تبدیل شدن سول‌کالیبر به یک فرنچایز گردید، و در تمامی قسمت‌های بعدی نیز از این نام استفاده شد.
در این سری هر شخصیت طوری طراحی شده که دارای سبک و سلاح منحصر به فرد خود می‌باشد. این سری با مجموعه بازی مبارزه‌ای تکن در ارتباط می‌باشد، به طور مثال یکی از شخصیت‌های آن به نام یوشیمیتسو در هر دو بازی حضور دارد.

## بازی‌ها
تمام نسخه‌ها در این سری پیش از سول کالیبر ۳ همه در ابتدا بازی آرکید بودند و سپس بر روی کنسول‌های خانگی پورت می‌شدند. این سری دارای هفت بخش اصلی و چهار نسخه مشتق می‌باشد:
- سول اج (۱۹۹۶): بر روی آرکید و پلی‌استیشن
- سول‌کالیبر (۱۹۹۸): آرکید، دریم‌کست و اکس‌باکس لایو
- سول کالیبر ۲ (۲۰۰۲): آرکید، پلی‌استیشن ۲، اکس‌باکس و نینتندو گیم‌کیوب
- سول کالیبر ۳ (۲۰۰۵): آرکید و پلی‌استیشن ۲
- افسانه‌های سول‌کالیبر (۲۰۰۷): وی
- سول کالیبر ۴ (۲۰۰۸): پلی‌استیشن ۳ و اکس‌باکس ۳۶۰
- سول کالیبر: سرنوشت شکسته (۲۰۰۹): پلی‌استیشن همراه
- سول کالیبر ۵ (۲۰۱۲): پلی‌استیشن ۳ و اکس‌باکس ۳۶۰
- سول کالیبر: لاست سوردز (۲۰۱۴): پلی‌استیشن ۳ (شبکه پلی‌استیشن)
- سول کالیبر ۶ (۲۰۱۸): مایکروسافت ویندوز، اکس‌باکس وان و پلی‌استیشن ۴